# Aseroe floriformis
Aseroe floriformis (лат.) — вид грибов из рода Aseroe в крупном семействе Весёлковые. 
Вид описан в 2005 году. В 2012 году перенесён в другой род, как Abrachium floriforme (Baseia & Calonge) Baseia & T.S.Cabral. 

## Этимология
Видовое название floriformes означает «имеющий форму цветка».

## Распространение
Присутствует лишь на северо-востоке Бразилии. Представители вида предпочитают селиться на песчаной почве.

## Описание
Незрелое плодовое тело выглядит как яйцо. Цвет белый или бледно-жёлтый, у основания мицелий. Оболочка «яйца» представляет собой студенистый полупрозрачный слой из гиалинового вещества, а также оплетена перепончатыми гифами диаметром 3—7 мкм.
Ножка цилиндрическая, губчатая, окрашена в красно-малиновый цвет, высотой 30—40 мм, шириной 5—8 мм. У ножки псевдо-паренхиматозная структура (компактно сплетённые нити из коротких клеток, вроде паренхимы высших растений). Шляпка подобна цветку, жёлтая, 15—35 мм. Центральный диск обведён красноватым краем, покрыт студенистой спороносной глебой серого цвета. Споры цилиндрические или эллипсоидные 4—6 на 1,5—2 мкм, гиальиновые.
Несмотря на привлекательную внешность, гриб-«цветок» испускает запах навоза. Смрад привлекает навозных мух, который разносят споры гриба.